# Unione Sportiva Salernitana 1962-1963
Questa pagina raccoglie i dati riguardanti l'Unione Sportiva Salernitana nelle competizioni ufficiali della stagione 1962-1963.

## Stagione
La Salernitana parte nuovamente bene in campionato: ad allenarla arriva Piero Pasinati, ex ala destra della Nazionale italiana Campione del Mondo nel 1938, ma dopo 4 vittorie in 5 partite giungono nove gare senza vincere, e quindi Pasinati viene sostituito da Ulisse Giunchi.
Il cambio di allenatore porta bene ai campani che ritornano in lotta per la vittoria del campionato, ma la gara decisiva in casa contro il Potenza si conclude in tragedia: dopo che alla Salernitana sotto di un gol viene negato un rigore netto per fallo su Luigi Gigante arriva un'invasione di campo solitaria da parte di un tifoso, il quale viene fermato dalle forze dell'ordine con eccessiva forza, e questo causa l'ira del pubblico di casa, che abbatte le recinzioni e genera una guerriglia in campo. Per placare il pubblico inferocito vengono sparati dei colpi di pistola, e uno di questi ferisce mortalmente Giuseppe Plaitano, seduto su uno degli ultimi gradoni della Tribuna. Il 28 aprile 1963 è il giorno della prima vittima in uno stadio, e non sarà mai fatta luce sull'accaduto: Plaitano non riceverà mai giustizia. Gli Ultras Plaitano sono un gruppo ultrà della Salernitana che si richiamano proprio al tifoso perito in quella sciagurata tragedia.
A seguito degli incidenti arriva la sconfitta a tavolino e la squalifica per quattro turni dello Stadio Vestuti. I campani non riescono a vincere più nessuna delle restanti partite, e il campionato si conclude al quarto posto.

## Divise
La maglia della Salernitana 1962-1963.
| Casa |

## Organigramma societario
Fonte
Area direttiva
- Commissario straordinario: Pasquale Gagliardi
- Segretario: Bruno Somma

Area tecnica
- Allenatore: Piero Pasinati, dal 24/12/1962 Ulisse Giunchi
- Allenatore in seconda: Mario Saracino
- Magazziniere: Pasquale Sammarco

Area sanitaria
- Medico Sociale: William Rossi
- Massaggiatore: Alberto Fresa

## Rosa
Fonte
| N. |                   | Ruolo | Calciatore         |
| -- | ----------------- | ----- | ------------------ |
|    | Italia (bandiera) | P     | Antonio Di Tommaso |
|    | Italia (bandiera) | P     | Franco Pezzullo    |
|    | Italia (bandiera) | P     | Luigi Saletta      |
|    | Italia (bandiera) | D     | Gianni Fermi       |
|    | Italia (bandiera) | D     | Amedeo Rosamilia   |
|    | Italia (bandiera) | D     | Silvano Scarnicci  |
|    | Italia (bandiera) | D     | Gaetano Vergazzola |
|    | Italia (bandiera) | D     | Aldo Volpe         |
|    | Italia (bandiera) | C     | Bruno Baldi        |
|    | Italia (bandiera) | C     | Franco Cordova     |
|    | Italia (bandiera) | C     | Egidio Fumagalli   |
|    | Italia (bandiera) | C     | Luigi Gigante      |

| N. |                   | Ruolo | Calciatore          |
| -- | ----------------- | ----- | ------------------- |
|    | Italia (bandiera) | C     | Franco Mantovani    |
|    | Italia (bandiera) | C     | Pietro Santin       |
|    | Italia (bandiera) | C     | Eliseo Vascotto     |
|    | Italia (bandiera) | C     | Mario Voltolina     |
|    | Italia (bandiera) | A     | Savino Di Paola     |
|    | Italia (bandiera) | A     | Cataldo Di Virgilio |
|    | Italia (bandiera) | A     | Clemente Mattei     |
|    | Italia (bandiera) | A     | Lido Mazzoni        |
|    | Italia (bandiera) | A     | Bruno Nastri        |
|    | Italia (bandiera) | A     | Gerardo Palmieri    |
|    | Italia (bandiera) | A     | Oliviero Visentin   |

## Risultati

### Serie C

#### Girone di andata
| Lecce 23 settembre 1962 1ª giornata | Lecce | 0 – 0 referto | Salernitana | Stadio Carlo Pranzo |

| Salerno 30 settembre 1962 2ª giornata          | Salernitana | 1 – 0 referto | Chieti | Stadio Donato Vestuti |
| \| \| \| \| \| Palmieri 27’ \| Marcatori \| \| |             |               |        |                       |
|                                                |             |               |        |                       |
| Palmieri 27’                                   | Marcatori   |               |        |                       |

| Crotone 7 ottobre 1962 3ª giornata             | Crotone   | 0 – 1 referto | Salernitana | Stadio Ezio Scida |
| \| \| \| \| \| \| Marcatori \| 75’ Visentin \| |           |               |             |                   |
|                                                |           |               |             |                   |
|                                                | Marcatori | 75’ Visentin  |             |                   |

| Salerno 14 ottobre 1962 4ª giornata            | Salernitana | 1 – 0 referto | Marsala | Stadio Donato Vestuti |
| \| \| \| \| \| Visentin 83’ \| Marcatori \| \| |             |               |         |                       |
|                                                |             |               |         |                       |
| Visentin 83’                                   | Marcatori   |               |         |                       |

| Salerno 21 ottobre 1962 5ª giornata                         | Salernitana | 2 – 0 referto | Akragas | Stadio Donato Vestuti |
| \| \| \| \| \| Palmieri 50’ Di Paola 66’ \| Marcatori \| \| |             |               |         |                       |
|                                                             |             |               |         |                       |
| Palmieri 50’ Di Paola 66’                                   | Marcatori   |               |         |                       |

| Avellino 28 ottobre 1962 6ª giornata                     | Avellino  | 1 – 1 referto | Salernitana | Campo di Piazza d'Armi |
| \| \| \| \| \| Perli 32’ \| Marcatori \| 42’ Palmieri \| |           |               |             |                        |
|                                                          |           |               |             |                        |
| Perli 32’                                                | Marcatori | 42’ Palmieri  |             |                        |

| Salerno 4 novembre 1962 7ª giornata           | Salernitana | 0 – 1 referto | Taranto | Stadio Donato Vestuti |
| \| \| \| \| \| \| Marcatori \| 12’ Marangi \| |             |               |         |                       |
|                                               |             |               |         |                       |
|                                               | Marcatori   | 12’ Marangi   |         |                       |

| Bisceglie 11 novembre 1962 8ª giornata                    | Bisceglie | 1 – 1 referto | Salernitana |  |
| \| \| \| \| \| Oreste 41’ \| Marcatori \| 74’ Visentin \| |           |               |             |  |
|                                                           |           |               |             |  |
| Oreste 41’                                                | Marcatori | 74’ Visentin  |             |  |

| l'Aquila 18 novembre 1962 9ª giornata               | L'Aquila  | 1 – 1 referto | Salernitana | Stadio Comunale |
| \| \| \| \| \| Ore 4’ \| Marcatori \| 41’ Mattei \| |           |               |             |                 |
|                                                     |           |               |             |                 |
| Ore 4’                                              | Marcatori | 41’ Mattei    |             |                 |

| Salerno 25 novembre 1962 10ª giornata | Salernitana | 0 – 0 referto | Trapani | Stadio Donato Vestuti |

| Salerno 2 dicembre 1962 11ª giornata | Salernitana | 0 – 0 referto | Siracusa | Stadio Donato Vestuti |

| Pescara 9 dicembre 1962 12ª giornata             | Pescara   | 1 – 0 referto | Salernitana | Stadio Adriatico |
| \| \| \| \| \| Zucchinali 51’ \| Marcatori \| \| |           |               |             |                  |
|                                                  |           |               |             |                  |
| Zucchinali 51’                                   | Marcatori |               |             |                  |

| Potenza 16 dicembre 1962 13ª giornata | Potenza | 0 – 0 referto | Salernitana | Stadio Alfredo Viviani |

| Salerno 23 dicembre 1962 14ª giornata | Salernitana | 0 – 0 referto | Reggina | Stadio Donato Vestuti |

| Salerno 30 dicembre 1962 15ª giornata                                        | Salernitana | 3 – 1 referto | Del Duca Ascoli | Stadio Donato Vestuti |
| \| \| \| \| \| Mantovani 42’ Di Paola 67’, 79’ \| Marcatori \| 40’ Ghezzi \| |             |               |                 |                       |
|                                                                              |             |               |                 |                       |
| Mantovani 42’ Di Paola 67’, 79’                                              | Marcatori   | 40’ Ghezzi    |                 |                       |

| Roma 5 gennaio 1963 16ª giornata                     | Tevere Roma | 2 – 0 referto | Salernitana |  |
| \| \| \| \| \| Nedi 30’ Gaeta 81’ \| Marcatori \| \| |             |               |             |  |
|                                                      |             |               |             |  |
| Nedi 30’ Gaeta 81’                                   | Marcatori   |               |             |  |

| Salerno 13 gennaio 1963 17ª giornata                               | Salernitana | 2 – 0 referto | Trani | Stadio Donato Vestuti |
| \| \| \| \| \| Mantovani 22’ Gigante 90’ (rig.) \| Marcatori \| \| |             |               |       |                       |
|                                                                    |             |               |       |                       |
| Mantovani 22’ Gigante 90’ (rig.)                                   | Marcatori   |               |       |                       |

#### Girone di ritorno
| Salerno 20 gennaio 1963 18ª giornata           | Salernitana | 1 – 0 referto | Lecce | Stadio Donato Vestuti |
| \| \| \| \| \| Visentin 64’ \| Marcatori \| \| |             |               |       |                       |
|                                                |             |               |       |                       |
| Visentin 64’                                   | Marcatori   |               |       |                       |

| Chieti 25 aprile 1963 19ª giornata | Chieti | 0 – 0 Recupero referto | Salernitana | Stadio della Civitella |

| Salerno 3 febbraio 1963 20ª giornata           | Salernitana | 1 – 0 referto | Crotone | Stadio Donato Vestuti |
| \| \| \| \| \| Visentin 20’ \| Marcatori \| \| |             |               |         |                       |
|                                                |             |               |         |                       |
| Visentin 20’                                   | Marcatori   |               |         |                       |

| Marsala 1º febbraio 1963 21ª giornata             | Marsala   | 1 – 0 referto | Salernitana | Stadio Antonino Lombardo Angotta |
| \| \| \| \| \| Crivellente 76’ \| Marcatori \| \| |           |               |             |                                  |
|                                                   |           |               |             |                                  |
| Crivellente 76’                                   | Marcatori |               |             |                                  |

| Agrigento 17 febbraio 1963 22ª giornata         | Akragas   | 1 – 0 referto | Salernitana | Stadio Esseneto |
| \| \| \| \| \| Costariol 11’ \| Marcatori \| \| |           |               |             |                 |
|                                                 |           |               |             |                 |
| Costariol 11’                                   | Marcatori |               |             |                 |

| Salerno 24 febbraio 1963 23ª giornata                    | Salernitana | 2 – 0 | Avellino | Stadio Donato Vestuti |
| \| \| \| \| \| Di Paola 25’ Baldi 39’ \| Marcatori \| \| |             |       |          |                       |
|                                                          |             |       |          |                       |
| Di Paola 25’ Baldi 39’                                   | Marcatori   |       |          |                       |

| Taranto 3 marzo 1963 24ª giornata | Taranto | 0 – 0 referto | Salernitana | Stadio Valentino Mazzola |

| Salerno 17 marzo 1963 25ª giornata            | Salernitana | 1 – 0 referto | Bisceglie | Stadio Donato Vestuti |
| \| \| \| \| \| Cordova 63’ \| Marcatori \| \| |             |               |           |                       |
|                                               |             |               |           |                       |
| Cordova 63’                                   | Marcatori   |               |           |                       |

| Salerno 24 marzo 1963 26ª giornata             | Salernitana | 1 – 0 referto | L'Aquila | Stadio Donato Vestuti |
| \| \| \| \| \| Visentin 15’ \| Marcatori \| \| |             |               |          |                       |
|                                                |             |               |          |                       |
| Visentin 15’                                   | Marcatori   |               |          |                       |

| Trapani 31 marzo 1963 27ª giornata            | Trapani   | 1 – 0 referto | Salernitana | Stadio Polisportivo Provinciale |
| \| \| \| \| \| Rampazzo 7’ \| Marcatori \| \| |           |               |             |                                 |
|                                               |           |               |             |                                 |
| Rampazzo 7’                                   | Marcatori |               |             |                                 |

| Siracusa 14 aprile 1963 28ª giornata                    | Siracusa  | 1 – 1 referto | Salernitana | Stadio Comunale |
| \| \| \| \| \| Testa 60’ \| Marcatori \| 65’ Mazzoni \| |           |               |             |                 |
|                                                         |           |               |             |                 |
| Testa 60’                                               | Marcatori | 65’ Mazzoni   |             |                 |

| Salerno 21 aprile 1963 29ª giornata          | Salernitana | 1 – 0 referto | Pescara | Stadio Donato Vestuti |
| \| \| \| \| \| Mazzoni 9’ \| Marcatori \| \| |             |               |         |                       |
|                                              |             |               |         |                       |
| Mazzoni 9’                                   | Marcatori   |               |         |                       |

| Salerno 28 aprile 1963 30ª giornata | Salernitana | 0 – 2 A tavolino referto | Potenza | Stadio Donato Vestuti |

| Reggio Calabria 12 maggio 1963 31ª giornata | Reggina | 0 – 0 referto | Salernitana | Stadio Comunale |

| Ascoli Piceno 19 maggio 1963 32ª giornata                | Del Duca Ascoli | 2 – 0 referto | Salernitana | Stadio Cino e Lillo Del Duca |
| \| \| \| \| \| Cori 50’ Picentini 58’ \| Marcatori \| \| |                 |               |             |                              |
|                                                          |                 |               |             |                              |
| Cori 50’ Picentini 58’                                   | Marcatori       |               |             |                              |

| Castellammare di Stabia 26 maggio 1963 33ª giornata | Salernitana | 0 – 0 Campo neutro referto | Tevere Roma | Stadio San Marco |

| Trani 2 giugno 1963 34ª giornata                                          | Trani     | 2 – 2 referto           | Salernitana | Stadio Comunale |
| \| \| \| \| \| Cosmano 5’, 60’ \| Marcatori \| 47’ Nastri 84’ Di Paola \| |           |                         |             |                 |
|                                                                           |           |                         |             |                 |
| Cosmano 5’, 60’                                                           | Marcatori | 47’ Nastri 84’ Di Paola |             |                 |

## Statistiche

### Statistiche di squadra
| Competizione | Punti | In casa | In casa | In casa | In casa | In casa | In casa | In trasferta | In trasferta | In trasferta | In trasferta | In trasferta | In trasferta | Totale | Totale | Totale | Totale | Totale | Totale | DR |
| Competizione | Punti | G       | V       | N       | P       | Gf      | Gs      | G            | V            | N            | P            | Gf           | Gs           | G      | V      | N      | P      | Gf     | Gs     | DR |
| ------------ | ----- | ------- | ------- | ------- | ------- | ------- | ------- | ------------ | ------------ | ------------ | ------------ | ------------ | ------------ | ------ | ------ | ------ | ------ | ------ | ------ | -- |
| Serie C      | 38    | 17      | 11      | 4       | 2       | 16      | 4       | 17           | 1            | 10           | 6            | 7            | 14           | 34     | 12     | 14     | 8      | 23     | 18     | +5 |

### Andamento in campionato
| Giornata  | 1 | 2 | 3 | 4 | 5 | 6 | 7 | 8 | 9 | 10 | 11 | 12 | 13 | 14 | 15 | 16 | 17 | 18 | 19 | 20 | 21 | 22 | 23 | 24 | 25 | 26 | 27 | 28 | 29 | 30 | 31 | 32 | 33 | 34 |
| --------- | - | - | - | - | - | - | - | - | - | -- | -- | -- | -- | -- | -- | -- | -- | -- | -- | -- | -- | -- | -- | -- | -- | -- | -- | -- | -- | -- | -- | -- | -- | -- |
| Luogo     | T | C | T | C | C | T | C | T | T | C  | C  | T  | T  | C  | C  | T  | C  | C  | T  | C  | T  | T  | C  | T  | C  | C  | T  | T  | C  | C  | T  | T  | N  | T  |
| Risultato | N | V | V | V | V | N | P | N | N | N  | N  | P  | N  | N  | V  | P  | V  | V  | N  | V  | P  | P  | V  | N  | V  | V  | P  | N  | V  | P  | N  | P  | N  | N  |

Legenda:

Luogo: N = Campo neutro; C = Casa; T = Trasferta. Risultato: V = Vittoria; N = Pareggio; P = Sconfitta.

### Statistiche dei giocatori
Fonte
| Giocatore      | Serie C  | Serie C | Serie C     | Serie C    |
| Giocatore      | Presenze | Reti    | Ammonizioni | Espulsioni |
| -------------- | -------- | ------- | ----------- | ---------- |
| B. Baldi       | 32       | 1       | ?           | ?          |
| F. Cordova     | 6        | 1       | ?           | ?          |
| S. Di Paola    | 24       | 5       | ?           | ?          |
| A. Di Tommaso  | 0        | -0      | 0           | 0          |
| C. Di Virgilio | 22       | 0       | ?           | ?          |
| G. Fermi       | 25       | 0       | ?           | ?          |
| E. Fumagalli   | 10       | 0       | ?           | ?          |
| L. Gigante     | 22       | 1       | ?           | ?          |
| F. Mantovani   | 7        | 2       | ?           | ?          |
| C. Mattei      | 6        | 1       | ?           | ?          |
| L. Mazzoni     | 12       | 2       | ?           | ?          |
| B. Nastri      | 3        | 1       | ?           | ?          |
| G. Palmieri    | 15       | 3       | ?           | ?          |
| F. Pezzullo    | 34       | -16     | ?           | ?          |
| A. Rosamilia   | 0        | 0       | 0           | 0          |
| L. Saletta     | 0        | -0      | 0           | 0          |
| P. Santin      | 33       | 0       | ?           | ?          |
| S. Scarnicci   | 31       | 0       | ?           | ?          |
| E. Vascotto    | 32       | 0       | ?           | ?          |
| G. Vergazzola  | 26       | 0       | ?           | ?          |
| O. Visentin    | 22       | 6       | ?           | ?          |
| A. Volpe       | 2        | 0       | ?           | ?          |
| M. Voltolina   | 10       | 0       | ?           | ?          |